# Cyclam
Cyclam is de triviale naam van 1,4,8,11-tetra-azacyclotetradecaan, een macrocyclische verbinding. Dit cyclische polyamine is verwant aan cycleen, maar heeft twee koolstofatomen meer in de ringstructuur. Het is een polydentaat-ligand dat stabiele chelatiecomplexen kan vormen met veel metaalionen, waaronder Ni++ of Cu++. Het blijkt met name geschikt om nikkel uit het lichaam te verwijderen.
Tussen twee stikstofatomen in twee moleculen van cyclam kan een "brug" geslagen worden met een alifatische of aromatische groep. Een aantal van deze bicyclamen blijkt een cytotoxisch en anti-hiv-effect te bezitten.
Men kan ook een brug maken tussen twee stikstofatomen in eenzelfde cyclammolecuul. Men vormt dan gebrugde verbindingen met twee of drie cyclische structuren. Die kunnen fungeren als cryptand, dat wil zeggen dat ze in de ruimte omsloten door de bruggen een ander, kleiner molecuul kunnen vasthouden.